# Mittelnorrland

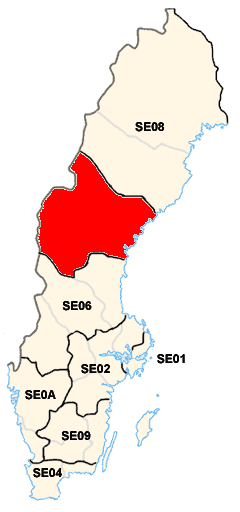
Mittleres Norrland

Mittelnorrland (schwedisch: Mellersta Norrland) ist ein Reichsgebiet (riksområde) von Schweden. Reichsgebiete sind Teil der NUTS-Statistikregionen Schwedens und dienen vorwiegend Statistikzwecken. In dem Gebiet Mittelnorrland leben 375.935 Menschen (2023).

## Geografie
Die Region liegt im Norden des Landes (Norrland), teilweise im Gebiet von Sápmi. Sie ist die zweitgrößte Region und die am dünnsten besiedelte. Sie grenzt an Norwegen und die Riksområden von Obernorrland und Nordmittelschweden.
Die bevölkerungsreichsten Städte sind Sundsvall, Östersund, Örnsköldsvik und Härnösand.

### Zusammensetzung
Mittelnorrland besteht aus den folgenden Provinzen (Län)
- Jämtlands län
- Västernorrlands län

## Wirtschaft
Das Bruttoinlandsprodukt (BIP) der Region betrug im Jahr 2021 17,0 Mrd. €, was 3,2 % der schwedischen Wirtschaftsleistung entspricht. Das kaufkraftbereinigte Pro-Kopf-BIP lag im selben Jahr bei 29.700 € oder 105 % des EU27-Durchschnitts. Das BIP pro Arbeitnehmer lag bei 102 % des EU-Durchschnitts.